# Honmon Hokke-shū
Die Honmon Hokke-shū bzw. Hommon Hokke-shū (japanisch 本門法華宗) gehört, neben der Nichiren-shū mit zu den ältesten, wenn auch im Westen wenig dokumentierten, Schulen des Nichiren-Buddhismus. Sie wurde im Jahr 1423, nach einer Abspaltung vom Ikegami Honmon-ji durch Nichiryū (日隆) gegründet. Zu einem ihrer Haupttempel gehört neben dem Honnō-ji in Kyōto auch der Daihonzan Myōren-ji. Mit einer Anhängerschaft von knapp 40.000 Gläubigen zählt sie zu den kleineren Schulen des Nichiren-Buddhismus, wohingegen einer Abspaltung dieser Schule, der Honmon Butsuryū-shū heute eine weitaus größere Anhängerschaft zuerkannt wird.